# 俄里坪镇
俄里坪镇，原为俄里坪乡，是中华人民共和国四川省凉山彝族自治州布拖县下辖的一个乡镇级行政单位。2021年1月12日，撤销俄里坪乡和采哈乡，设立俄里坪镇。以原俄里坪乡、原采哈乡和原瓦都乡先锋村、多乐村、宜牧村所属行政区域为俄里坪镇的行政区域。

## 行政区划
俄里坪镇下辖以下地区：
洛底村、嘎吉村、俄里坪村、采洛村、果木村和海特苦村。